# Catedral de San Germán (Rimouski)
La Catedral de San Germán (en francés: Cathédrale Saint-Germain) es una catedral católica ubicada en Rimouski en la provincia de Quebec al este de Canadá. Es la iglesia matriz de la arquidiócesis de Rimouski.
El exterior de la catedral es de influencia neogótica con ventanas de arco apuntada con vidrieras y pináculos mientras que el interior se ve influenciado por el estilo gótico con su techo que parece una bóveda de nervaduras en diagonal. Piedras grises se utilizaron para construir el exterior. La cámara principal es de 28 m (90 pies) de alto y la interior es de 18 m (60 pies) de alto. Tres campanas, con un peso total de 1.641 kg en 1891, Se instalaron en La catedral. Es famosa además por su órgano Casavant Frères.